# Национален събор на българското народно творчество
Националният събор на българското народно творчество е събор на народното творчество, провеждан през около 5 години в местността „Войводенец“ край Копривщица от 1965 година насам. Той е насочен към представянето на автентичен български фолклор (народни песни, танци и обичаи, включително лечебни практики), провежда се без участието на професионални изпълнители и е централното и най-значимо събитие в системата на съборите на народното творчество в България. Песента Хубава си, моя горо с текст от Любен Каравелов и музика на Георги Горанов е възприемана като неофициален химн на гр. Копривщица и на събора. През 2014 година е взето решение и песента вече е официално обявена за химн на „Бунтовната столица на българското Възраждане“, гр. Копривщица. Мото на събора е „България пее в Копривщица“.

## История
Сред успешното провеждане на първите регионални събори на народното творчество в началото на 60-те години, през 1963 година Комитетът за изкуство и култура взема решение за организиране на национален събор, като по предложение на фолклористката Райна Кацарова за негово място е определена Копривщица. Други активни инициатори за провеждането на събора са Петко Стайнов, Анна Каменова, Атанас Душков и Петко Теофилов.
Първият събор е проведен между 12 и 15 август 1965 година с участието на около 4 хиляди изпълнители, представящи се на три естради – по една за певци, инструменталисти и танцьори. На това издание на събора се провежда и Национално изложение на художествените занаяти и изкуствата, преместено впоследствие в Орешак, община Троян. Вторият събор е на 7 – 8 август 1971 година с около 3000 участници, като на него е въведено не жанрово, а регионално разпределение, което се запазва и в следващите издания. На третия събор 7 – 9 август 1976 година също участват около 3000 изпълнители, подбрани в сложна система от предварителни конкурси, в които участват 90 хиляди души.
Четвъртият събор на 7 – 9 август 1981 година се провежда като част от кампанията за 1300-годишнината на българската държава и е по-мащабен от предходните. На 7 сцени се представят над 12 хиляди участници, извън основната програма се провеждат вечерни концерти на професионални музиканти и импровизирани свободни изпълнения. Конкурсната част на събора завършва с отличаване не само на отделни изпълнители, но и на окръзите, като първа награда получават Хасковски и Благоевградски. На петия събор (8 – 10 август 1986) участниците достигат 18 500 души.
Шестият събор е проведен на 9 – 11 август 1991 година, като въпреки икономическата криза, довела до двадесеткратно намаляване на бюджета на събитието, в него се включват над 18 хиляди изпълнители. Седмият събор на 11 – 13 август 1995 година и осмият събор на 11 – 13 август 2000 година представят по около 16 хиляди участници, а деветият (4 – 7 август 2005) – към 18 хиляди.
На 1 декември 2016 г., на единадесетата сесия на Международния комитет за опазване на нематериалното културно наследство Националният събор на българското народно творчество в Копривщица е вписан в Регистъра на добрите практики за опазване на нематериалното културно наследство на UNESCO.
Заради Пандемията от COVID-19:
- Дванадесетото издание на събора, планирано за 7 – 9 август 2020 година е отложено за 2021 година.
- Националният съвет по нематериално културно наследство провежда неприсъствено заседание в периода 12 – 22 март 2021 г., на което взема решение за подкрепа на отлагането на XII Национален събор на народното творчество в Копривщица през 2021 г. и неговото провеждане при първа подходяща възможност.[9]

На проведеното дванадесето издание на събора на 5, 6, и 7 август 2022 г., Община Копривщица получава наградата „Златна роза“ за особени заслуги.
Тринадесетото издание на събора ще бъде на 8, 9 и 10 август 2025 г.